# Caccia con i cani
La Caccia con i cani o Cynegeticus o Kynegetikos è un trattato dell'antico scrittore greco Senofonte.
Si tratta di una delle quattro opere di Senofonte sulle arti o abilità (ogni titolo si conclude con -ikos/-icus). Gli altri tre sono: Hipparchicus ("il comandante della cavalleria"), Peri Hippikes ("Sull'equitazione") e Le Entrate
Il titolo deriva dal greco: Κυνηγετικόν: "caccia" dal verbo greco antico κυνηγέω / κυνηγώ, un composito di cane (= κύων)  e άγω (= condurre o portare), letteralmente condurre o portare i cani.

## Trama

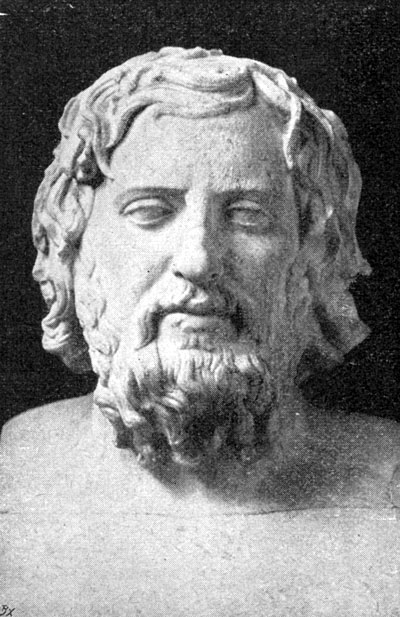
Statua di Senofonte

L'opera è dedicata, come il Peri Hippikes, ad una delle attività preferite dai gentleman di campagna qual Senofonte era. Infatti pur non essendo un'opera autobiografica rimane comunque legata fortemente alle vicende ed alla personalità dell'autore, tipicamente aristocratico. Tale lavoro rientra nel gruppo delle Opere tecniche di Senofonte ed è diviso in 13 capitoli.

### Capitolo 1
Senofonte inizia discutendo l'importanza della caccia e raccontando di come gli dei Apollo e Artemide abbiano fornito dei cani da caccia a Chirone, il centauro usò la caccia per l'educazione di ventuno eroi. Gli eroi citati sono: Cefalo, Asclepio, Menelao, Nestore, Anfiarao, Peleo, Telamone, Meleagro, Teseo, Ippolito, Palamede, Ulisse, Menesteo, Diomede, Castore e Polluce, Macaone, Podaleirius, Antiloco, Enea e Achille. Senofonte passa a descrivere l'eccellenza di ogni "eroe", anche se molti dei suoi motivi sono piuttosto scomodi su altre istanze nella letteratura. La caccia, sostiene Senofonte nella conclusione del capitolo, "è uno dei mezzi attraverso i quali gli uomini diventano buoni in guerra e in tutte le cose di cui deve venire l'eccellenza nel pensiero e parola e azione".

### Capitolo 2
Senofonte volge l'attenzione al giovane che è a caccia e al suo abbigliamento con la spiegazione di ogni finalità degli elementi, e anche il custode della rete, che è quello che deve aiutarlo, compreso un breve appunto sulla rete necessaria.

### Capitolo 3
Senofonte scrive circa i due tipi di cani da utilizzare: il castoriano e il volpino. Egli dà una descrizione molto dettagliata del temperamento dei cani diversi. Alcuni dei difetti nei cani sono dovuti alla natura, ma possono anche essere dovuti alla cattiva educazione.

### Capitolo 4
Sono descritte le caratteristiche fisiche del cane, così come la formazione corretta iniziale necessaria in diverse stagioni per la caccia di lepri.

### Capitolo 5
Sono presentate le stagioni e le difficoltà particolari a ciascuno di essi nella ricerca di lepri. Anche le caratteristiche fisiche e le abitudini della lepre vengono analizzati a lungo.

### Capitolo 6
Senofonte inizia con mezzi di contenimento cani prima che sono fuori a caccia, ma si muove velocemente per i preparativi del mattino per la caccia. Una volta che la caccia è iniziata e la partita di caccia ha raggiunto un luogo dove si può trovare una lepre bisogna offrire un "voto ad Apollo e Artemide cacciatrice" che condivideranno con loro il premio. È solo ora che il cane può essere libero di trovare la pista della lepre, che proseguirà fin quando sarà trovata. Una volta che la caccia è iniziata il cacciatore deve verbalmente lodare il cane. Se la lepre è colta al primo tentativo i cani devono essere portati indietro e devono cercarne un'altra. In caso contrario, la ricerca è realmente iniziata, e Senofonte fa davvero un gioco di esso con costanti osservazioni verbali nei confronti dei cani. Una volta che i cani sono stanchi di cacciare il cacciatore deve cercare da solo.

### Capitolo 7
Illustra l'allevamento corretto e le modalità per aumentare i cuccioli. Senofonte elenca anche i nomi propri per cani: ciascun nome dev'essere breve in modo da poter essere pronunciato facilmente.
Senofonte poi spiega come avere i cuccioli e seguire i cani durante la caccia e, infine, far loro prendere la lepre e lasciarli averla. Devono essere alimentati quando si trovano vicino alle reti, quindi se si sono persi torneranno ad essere nutriti.

### Capitolo 8
Descrive la caccia alla lepre nella neve.

### Capitolo 9
Senofonte conclude la discussione riguardo alla caccia delle lepri e comincia a discutere su come cacciare cerbiatti, cervi e vitelli. Egli suggerisce anche ora utilizzando il cane indiano, perché sono più grandi, più veloci, e più coraggioso. La prima menzione di trappole è discusso durante la caccia al cervo, in particolare, Senofonte discute una caltrop a lungo.

### Capitolo 10
Il gioco si fa ora più grande e più difficile, che richiede molte trappole, incluse le reti, giavellotti, lance e triboli così come diverse specie di cani. La rete richiede ormai quindici corde filamento piuttosto che i nove fili utilizzati per le lepri. Il cinghiale richiede un grande sforzo molto di più, e diventerà non solo un inseguimento, ma una lotta. Solo ora Senofonte discutere la morte di molti cani e i rischi che comporta per il cacciatore.

### Capitolo 11
Senofonte si muove al di fuori della Grecia ad altri paesi e parla di come cacciare leoni, leopardi, linci, pantere, orsi e altri animali di grandi dimensioni. Questi sono spesso avvelenati attraverso il cibo o catturati con l'uso di capra come esca. Questo non è più una ricerca, ma semplicemente una cattura.

### Capitolo 12
Senofonte conclude la discussione sul lato pratico della caccia e spiega i benefici della caccia. In primo luogo egli discute i benefici per la salute della vista e dell'udito migliore, la longevità, e, infine, la migliore formazione per la guerra.
Una volta che egli cita l'esercito va a discutere i benefici della caccia come la formazione della guerra come nel recupero delle truppe compagni in un quartiere difficile. Senofonte scrive: "Per gli uomini che sono sana nel corpo e nella mente può sempre stare sulla soglia del successo" (XII.5). La caccia anche "rende gli uomini sobri e in posizione verticale ... perché sono formati alla scuola della verità" (XII.7). Questi uomini possono fare ciò che desiderano onore di occupazione e fare buoni soldati e generali perché desiderano virtù.
Senofonte continua a difendere la caccia contro coloro che pensano che li induce a evitare di affari interni, tuttavia egli ritiene che sarà invece proteggere e aiutare i loro concittadini. Egli scrive: "Coloro poi, che si sono dati fino a fatica continua e l'apprendimento attesa per le loro lezioni propria porzione laboriosi ed esercizi, ma mantengono la sicurezza per le città" (XII.15). La fatica è necessaria per scoprire ciò che è buono, senza fatica non si può diventare pii o saggi.
Senofonte parla di nuovo di Chirone, il quale dice iniziò a insegnare lezioni di virtù con la caccia, ed è grazie a questa formazione che sono diventati uomini d'onore. "Che tutti Virtù desiderio è evidente", spiega Senofonte, "ma perché devono faticare se vogliono guadagnare la sua, la caduta di distanza." E poi si gira verso l'invisibile (femminile) sotto forma di virtù che vede tutti gli uomini in onore di chi che sono buono con lei ", ma scaccia il male."

### Capitolo 13
Senofonte passa alla discussione dei sofisti che insegnano solo parole, ma non pensieri o azioni. (Nelle sue Memorabilia, egli sottolinea come il suo maestro Socrate sia rivolto agli uomini di virtù e quindi all'azione). Egli spiega il suo obiettivo personale: "Può essere che non riesco a esprimermi in un linguaggio sottile, e non pretendo di puntare sottigliezza; quello che faccio di mira è quello di esprimere pensieri, giustamente concepite come può servire la necessità di coloro che sono stati disciplinati in virtù nobilmente, perché non sono le parole e nomi che danno istruzioni, ma i pensieri e i sentimenti degno del nome "(XIII.5). Scrive poi ulteriormente sulla sua scrittura.
Conclude il lavoro, sottolineando che la caccia rende gli uomini pii e piace agli dèi, "Per tutti gli uomini che hanno amato la caccia sono stati buoni: e non solo uomini, ma le donne anche a chi la dea Artemide ha dato questa benedizione, Atalanta e Procri e altri come loro.

## Cynegeticon
C'è anche un altro lavoro in prosa molto più tardo con lo stesso nome di Arriano, scritto come un supplemento di Senofonte, in particolare per descrivere la caccia con i Levrieri, e insieme a poesie latine sui vari aspetti della caccia prevalentemente con i cani da Grattius e Nemesianus.
Questo genere di letteratura, circa l'allevamento e la cura e l'uso di cani e cavalli, è noto come Cynegeticon o Cynegetica.